# Зелигёль
Зелигёль (азерб. Zəligöl) — озеро в Гёйгёльском районе Азербайджана.

## Описание
Площадь Зелигёля составляет примерно 4 га, наибольшая глубина — 8 м, длина — 360 м, а максимальная ширина — 130 м.
Озеро питается водой поступающей из рек Агсучай и Кяпазсучай (стекает с горы Кяпаз). Окрестности озера покрыты лесами.